# Cosmosoma thia
Cosmosoma thia är en fjärilsart som beskrevs av William Schaus 1912. Cosmosoma thia ingår i släktet Cosmosoma och familjen björnspinnare. Inga underarter finns listade i Catalogue of Life.